# Gardanne Biver Football Club
 (août 2024).
Si vous disposez d'ouvrages ou d'articles de référence ou si vous connaissez des sites web de qualité traitant du thème abordé ici, merci de compléter l'article en donnant les références utiles à sa vérifiabilité et en les liant à la section « Notes et références ».
 Gardanne Biver Football Club est un club français de football fondé en 1921 sous de le nom d'Avenir sporting gardannais et basé à Gardanne (Bouches-du-Rhône). Le club évolue cette saison en Régional 2.

## Histoire
C'est lors de l'épopée de la Coupe de France 1959-60 que l'AS Gardanne fait parler de lui en éliminant le Toulouse FC trois buts à deux en seizièmes de finale puis s'inclinant de peu en huitièmes de finale contre le LOSC deux buts à un. L'équipe, alors entrainée par l'ex-joueur de l'Olympique de Marseille Louis De Maréville et où évolue Isodore Pardo le père de Bernard Pardo, est en PHB. Dans la foulée de son parcours en coupe, Gardanne accède en PHA en battant le voisin Biver Sports en faisant 2-2 à Aix-en-Provence puis 2-1 au Stade Vélodrome de Marseille. En 1963 le club monte en DH où il se maintient jusqu'à sa relégation en 1972. Mais, l'année suivante, les mineurs remontent en remportant leur deuxième titre de PHA, dix ans après le premier. Après avoir réalisé trois bonnes saisons en DH, l'année 1976-1977 manque de peu d'être celle de l'aboutissement. En terminant premiers de leur poule, devant la réserve de l'AS Monaco, les Gardannais manquent la montée en D3, perdant un but à zéro au stade Le Cesne de Marseille. L'année suivante, ils terminent quatrièmes, mais du fait de la création de la Division 4, accèdent à celle-ci. Le club y reste cinq ans et descend en DH en 1982-1983.
Il restera dans cette division jusqu'à la saison 1986-1987, saison à l'issue de laquelle il est relégué en DHR. Malgré l'apport de Lucien Cossou comme entraîneur, le club n'arrive pas à enrayer les relégations et, à la fin de saison 1988-1989, se retrouve en PHA. Les saisons se suivent et se ressemblent pour les Gardannais qui passent deux saisons en PHA et trois ans en PHB avant de descendre en première division de district en 1994, un niveau où ils n'avaient plus évolué depuis au moins 40 ans.
Après une telle descente, le club reprend son ascension avec l'accession en PHB en 1995 et après avoir raté deux fois de suite la montée en PHA en 1998. Avec la dynamique de ces promotions, Gardanne monte en DHR avec en prime un titre de champion de PHA en 1999 et l'accession en DH ainsi qu'un titre de champion de DHR en 2000. Pendant trois saisons les Noirs et Blancs sont toujours classés dans le milieu de tableau mais, en 2004, ils sont relégués en DHR malgré une finale de la Coupe de Provence perdue contre l'Étoile sportive fosséenne. La saison suivante, ils remontent en DH et, en 2006, remportent la Coupe de Provence contre le SC Montredon-Bonneveine (2-1). Lors de la dernière journée et une victoire contre l'US Le Pontet, ils sont sacrés champions de DH Méditerranée et accèdent en CFA2. Pour leur première saison en CFA2, le club parvient à se maintenir. L'AS Gardannais, qui entame sa deuxième saison dans cette division, engage l'ancien gardien de l'Olympique de Marseille, Thomas Videau.
Pendant l'été 2017, l'AS Gardanne ainsi que Biver Sport, club de la commune gardannaise, s'unissent pour former un seul et unique club, Gardanne Biver Football Club.

## Palmarès
- Champion de DH Sud-Est "groupe est" : 1977
- Champion de DH Méditerranée : 2007
- Vainqueur de la Coupe de Provence : 1962 (contre le FC Martigues 1-0), 1980 (victoire contre le Football Club de Salon 2-0) et 2006 (contre le SC Montredon Bonneveine 2-1).
- Elimine le Toulouse Football Club en 1/16e de finale de la Coupe de France 1959/60 sur le score de 3 à 2, puis est éliminé en 1/8e de finale par le LOSC 2 à 1, alors que le club évolue en PHB du District de Provence.

## Bilan saison par saison en championnat
| Saisons | Division                      | Matchs Joués | Place | Points | Victoires | Nuls | Défaites | Buts marqués | Buts encaissés | Différence |
| 2011-12 | CFA2 gr. E                    | 27           | 14    | 51     | 6         | 6    | 15       | 36           | 63             | - 27       |
| 2010-11 | CFA2 gr. E                    | 30           | 7     | 70     | 11        | 7    | 12       | 45           | 56             | -11        |
| 2009-10 | CFA2 gr. E                    | 30           | 7     | 72     | 12        | 6    | 12       | 37           | 41             | -4         |
| 2008-09 | CFA2 gr. E                    | 30           | 7     | 70     | 10        | 10   | 10       | 39           | 39             | +0         |
| 2007-08 | CFA2 gr. D                    | 30           | 12    | 65     | 9         | 8    | 13       | 40           | 44             | -4         |
| 2006-07 | Division d'Honneur            | 26           | 1     | 79     | 16        | 5    | 5        | 47           | 29             | +18        |
| 2005-06 | Division d'Honneur            | 26           | 6     | 60     | 9         | 9    | 8        | 38           | 36             | +2         |
| 2004-05 | Division d'Honneur Régionale  | 26           | 2     | 80     | 16        | 6    | 4        | 52           | 21             | +31        |
| 2003-04 | Division d'Honneur            | 26           | 12    | 52     | 8         | 5    | 13       | 26           | 37             | -11        |
| 2002-03 | Division d'Honneur            | 26           | 9     | 63     | 9         | 8    | 11       | 45           | 45             | +0         |
| 2001-02 | Division d'Honneur            | 26           | 10    | 57     | 10        | 3    | 13       | 28           | 38             | -10        |
| 2000-01 | Division d'Honneur            | 26           | 8     | 57     | 9         | 5    | 12       | 35           | 23             | +12        |
| 1999-00 | Division d'Honneur Régionale  | 22           | 1     | 63     | 12        | 6    | 4        | 52           | 21             | +31        |
| 1998-99 | Promotion d'Honneur A         | 22           | 1     | 66     | 13        | 7    | 2        | 39           | 16             | +23        |
| 1997-98 | Promotion d'Honneur B         | 22           | 1     | 68     | 13        | 7    | 2        | 43           | 15             | +28        |
| 1996-97 | Promotion d'Honneur B         | 22           | 3     | 53     | 8         | 7    | 7        | 31           | 27             | +4         |
| 1995-96 | Promotion d'Honneur B         | 20           | 4     | 56     | 10        | 6    | 4        | 35           | 15             | +20        |
| 1994-95 | Premiere Division de District | 22           | 1     |        |           |      |          |              |                |            |
| 1993-94 | Promotion d'Honneur B         | 22           | 11    | 10     | 9         | 8    | 5        | 33           | 22             | +11        |

Mise à jour 23 mai 2011

## Anciens entraîneurs
- 1959-1960 :  Louis de Maréville
- 1961-1962 :  Lucien Farmanian
- 1968-1969 :  Roger Huart
- 1972-1973 :  Lucien Cossou
- 1981-1982 :  Lucien Cossou
- 1987-1989 :  Lucien Cossou
- 2013-2014 :  /  André Bodji
- 1994-2004 :  Max Piacentini

## Anciens joueurs
| - Georges Dard - Moncef Djebaili - Mohamed M'Changama |  | - Bernard Pardo - Hervé Revelli - Patrick Revelli |  | - Thomas Videau - Daniel Xuereb |